# Into the Valley of the Moonking
Into the Valley of the Moonking je patnácté studiové album anglické progresivně rockové skupiny Magnum, vydané 15. června roku 2009 u SPV.

## Seznam skladeb
Všechny skladby napsal Tony Clarkin.

### Disk 1
1. "Intro" — 1:30
2. "Cry to Yourself" — 4:40
3. "All My Bridges" — 4:41
4. "Take Me to the Edge" — 4:17
5. "The Moonking" — 6:16
6. "No One Knows His Name" — 4:32
7. "In My Mind's Eye" — 5:42
8. "Time to Cross That River" — 5:17
9. "If I Ever Lose My Mind" — 4:19
10. "A Face in the Crowd" — 6:24
11. "Feels Like Treason" — 3:32
12. "Blood On Your Barbed Wire Thorns" — 6:57

### DVD Bonusy
1. Interview with the band
2. Live Archive
3. Les Mors Dansant
4. Lyrics & Artwork

## Sestava
- Tony Clarkin – kytara
- Bob Catley – zpěv
- Al Barrow – baskytara
- Mark Stanway – klávesy
- Harry James – bicí